# Jocolho
Jocolho es una localidad del municipio de Larráinzar ubicado en la región de Los Altos del estado mexicano de Chiapas.

## Geografía
La localidad de Jocolho se sitúa en las coordenadas geográficas 16°52′20″N 92°44′34″O / 16.872222, -92.742778, a una elevación de 1,963 metros sobre el nivel del mar.

## Demografía
Según el Censo de Población y Vivienda 2020, efectuado por el Instituto Nacional de Estadística y Geografía, la localidad de Jocolho tiene 117 habitantes, de los cuales 61 son del sexo masculino y 56 del sexo femenino. Su tasa de fecundidad es de 2.53 hijos por mujer y tiene 27 viviendas particulares habitadas.
| Gráfica de evolución demográfica de Jocolho entre 1940 y 2020 |
|                                                               |
| INEGI.                                                        |